# Sonate K. 512
La sonate K. 512 (F.456/L.339) en ré majeur est une œuvre pour clavier du compositeur italien Domenico Scarlatti.

## Présentation
La sonate K. 512, en ré majeur, notée Allegro, est la seconde d'un couple avec la sonate précédente. Sur une cellule de cinq notes, Scarlatti effectue de nombreuses modulations dans le développement.

## Manuscrits
Le manuscrit principal est le numéro 29 du volume XII (Ms. 9783) de Venise (1756), copié pour Maria Barbara ; les autres sont Parme XIV 29 (Ms. A. G. 31419), Münster (D-MÜp) I 47 (Sant Hs 3964) et Vienne C 42 (VII 28011 C). Une copie figure à la Morgan Library, manuscrit Cary 703 no 69,.

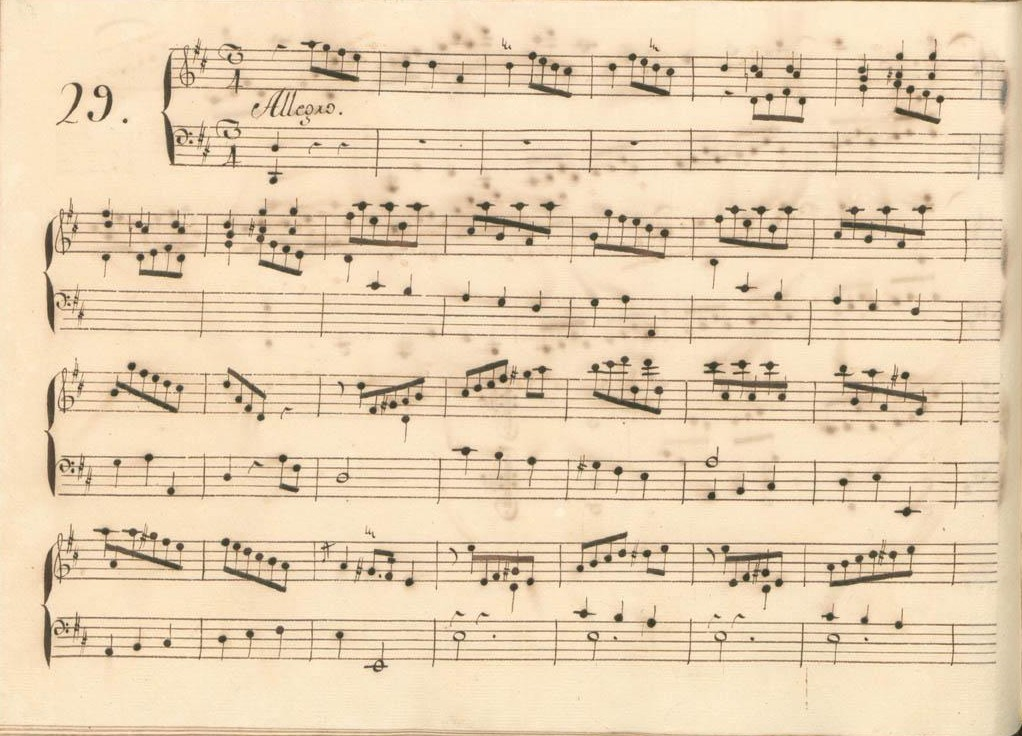
Parme XIV 29.
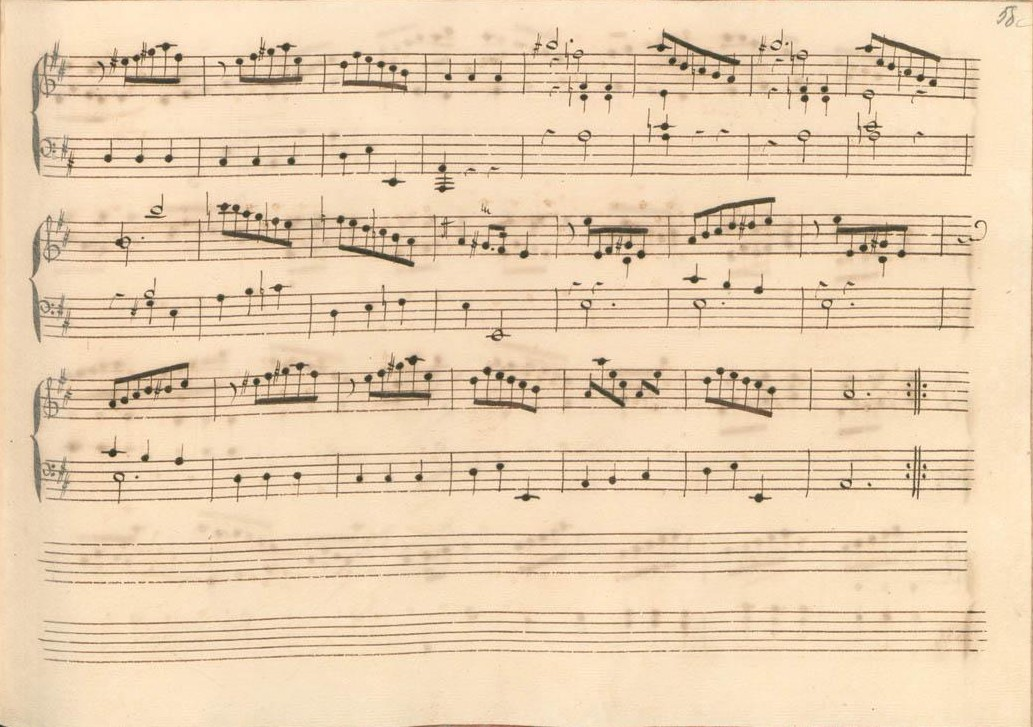
Parme XIV 29 (fin de la première section).
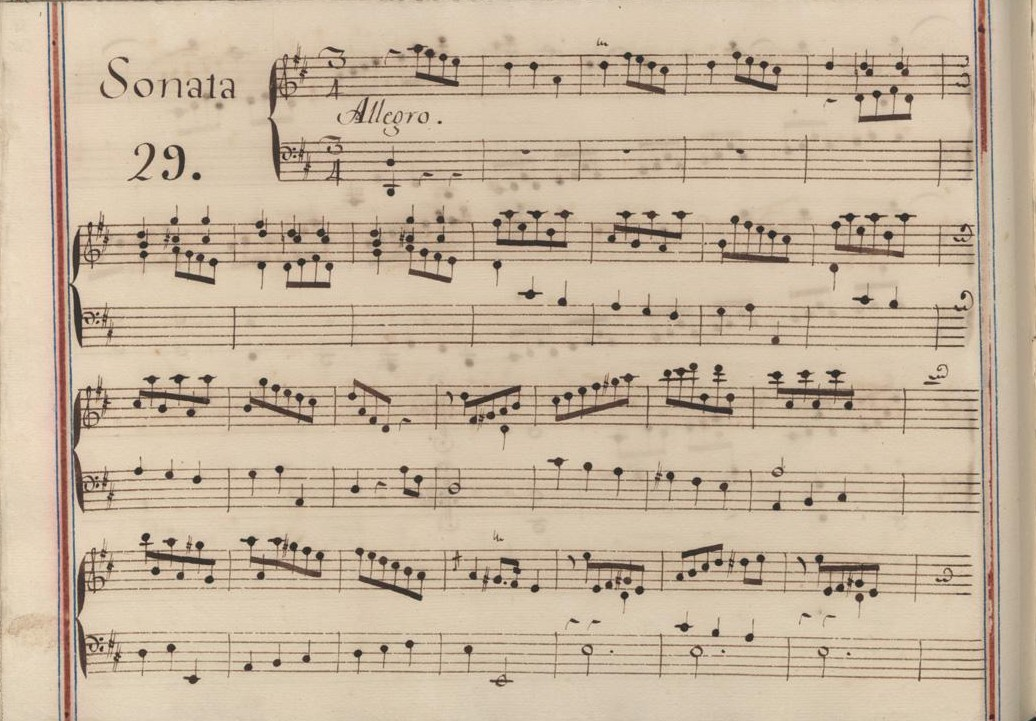
Venise XII 29.
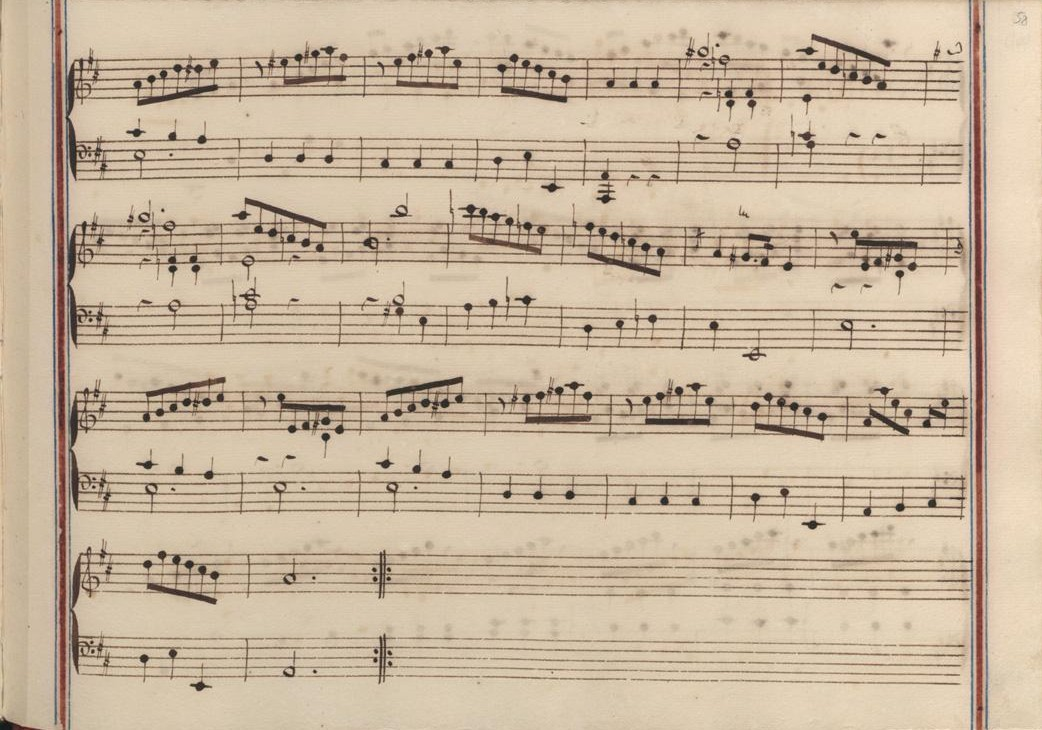
Venise XII 29 (fin de la première section).
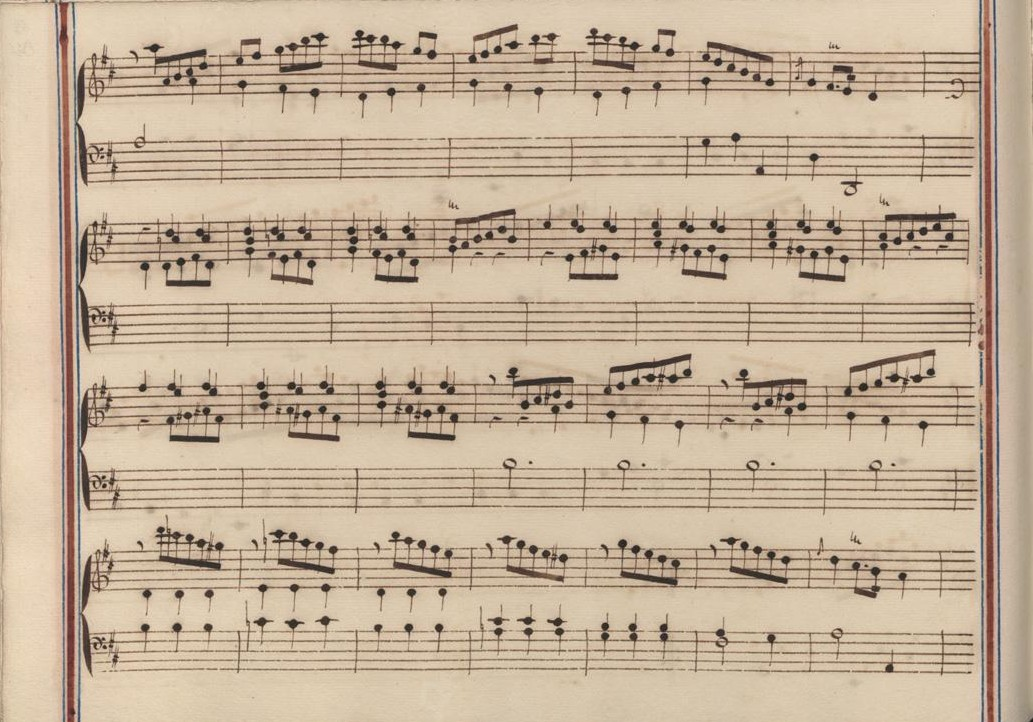
Venise XII 29 (début de la seconde section).
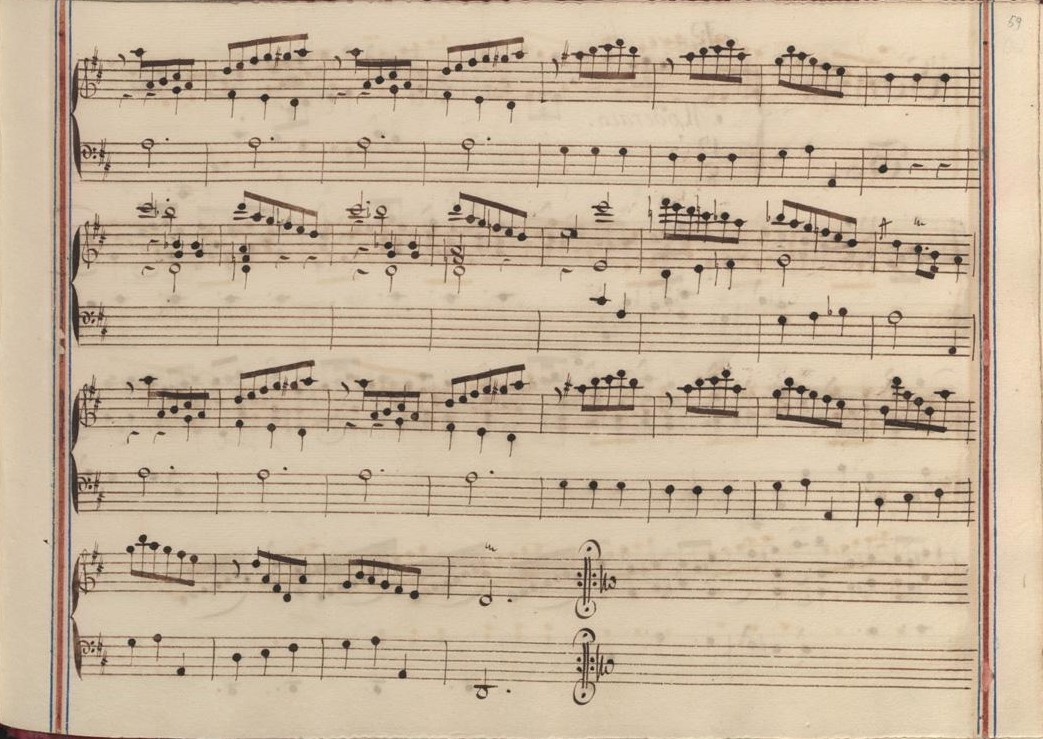
Venise XII 29 (fin de la sonate).

## Interprètes
La sonate K. 512 est défendue au piano, notamment par Carlo Grante (2016, Music & Arts, vol. 5) et Sean Kennard (2017, Naxos) ; au clavecin, elle est jouée par Scott Ross (1985, Erato), Richard Lester (2004, Nimbus, vol. 5) et Pieter-Jan Belder (2007, Brilliant Classics, vol. 11).
Godelieve Schrama (1997, Challenge Classics-Brilliant Classics), l'interprète à la harpe.

## Sources
: document utilisé comme source pour la rédaction de cet article.
- Ralph Kirkpatrick (trad. de l'anglais par Dennis Collins), Domenico Scarlatti, Paris, Lattès, coll. « Musique et Musiciens », 1982 (1re éd. 1953 (en)), 493 p. (ISBN 978-2-7096-0118-4, OCLC 954954205, BNF 34689181).
- Alain de Chambure, « Domenico Scarlatti, Intégrale des sonates — Scott Ross », Erato/Éditions Costallat (2564-62092-2 (livret : 2292-45309-2)), 1985 (OCLC 891183737) .